# ۱٬۱'-بیس(دی‌فنیل‌فوسفینو)فروسن
۱٬۱'-بیس(دی فنیل فوسفینو)فروسن (به انگلیسی: 1,1'-Bis(diphenylphosphino)ferrocene) با فرمول شیمیایی C34H28FeP2 یک ترکیب شیمیایی با شناسه پاب‌کم 15277 است. که جرم مولی آن ۵۵۴٫۳۹۱ گرم بر مول می‌باشد. 